# Kanonická hybnost
Kanonická hybnost (někdy též zobecněná hybnost) je základní fyzikální veličina v rámci Hamiltonovy mechaniky a zobecňuje zde roli rychlosti. Kanonická hybnost společně se zobecněnými souřadnicemi parametrizuje fázový prostor. Kanonická hybnost se vyskytuje například v Hamiltonových rovnicích a v definici Poissonovy závorky.

## Definice a význam
Kanonická hybnost {\displaystyle p_{j}} je definována jako parciální derivace Lagrangeovy funkce {\displaystyle L} vůči j-té zobecněné rychlosti {\displaystyle {\dot {q}}^{j}}.
{\displaystyle p_{j}\equiv {\frac {\partial L}{\partial {\dot {q}}^{j}}}}
Přímo z definice vyplývá, že {\displaystyle p_{j}} je kovektor. Kanonické hybnosti jsou navzájem nezávislé a nezávisí explicitně ani na žádných souřadnicích {\displaystyle q^{i}}. Tuto jejich nezávislost můžeme zapsat následovně.
{\displaystyle {\frac {\partial p_{i}}{\partial p_{j}}}=\delta _{i}^{j},{\frac {\partial p_{j}}{\partial q^{i}}}=0,{\frac {\partial q^{i}}{\partial p_{j}}}=0\forall i,j}
Ve fyzikálním systému s n stupni volnosti je tak každý bod ve fázovém prostoru popsán právě 2n parametry a to {\displaystyle (q^{1},\dots ,q^{n},p_{1},\dots ,p_{n})}. Pár souřadnice a příslušné hybnosti {\displaystyle (q^{j},p_{j})} nazýváme pro každý index {\displaystyle j} dvojicí kanonicky sdružených proměnných.

### Geometrická interpretace
V Lagrangeově mechanice se zobecněné rychlosti {\displaystyle {\dot {q}}^{j}} popisují jako vektory ležící v tečném prostoru ke konfiguračnímu prostoru. Naproti tomu v Hamiltonově mechanice přebírají kanonické hybnosti roli zobecněných rychlostí. Kanonické hybnosti jsou kovektory a leží v takzvaném kotečném prostoru konfiguračního prostoru. Kotečný prostor je duální vektorový prostor k tečnému prostoru (oba prostory jsou tečné ke konfiguračnímu prostoru ve stejném bodě). Dualita mezi Lagrangeovou a Hamiltonovou mechanikou tak tkví v dualitě vektorů a kovektorů. Stejně jako tečné prostory společně tvoří tečný bandl, kotečné prostory tvoří tzv. kotečný bandl.

## Vlastnosti
Mějme Lagrangeovu funkci, která nezávisí na zobecněné souřadnici {\displaystyle q^{j}} (v konzervativním systému). Z pohybových rovnic pak vyplývá, že se v čase zachovává kanonická hybnost, kterou v tomto kontextu nazýváme zobecněná hybnost. Pohybová rovnice pro j-tou souřadnici {\displaystyle q^{j}} se zde zjednoduší, protože druhý člen je díky nezávislosti {\displaystyle L} na {\displaystyle q^{j}} nulový.
{\displaystyle {\frac {d}{dt}}\left({\frac {\partial L}{\partial {\dot {q}}^{j}}}\right)-{\frac {\partial L}{\partial q^{j}}}=0\implies {\frac {d}{dt}}\left({\frac {\partial L}{\partial {\dot {q}}^{j}}}\right)=0\implies p_{j}\equiv {\frac {\partial L}{\partial {\dot {q}}^{j}}}=C}
Například pro klasický fyzikální systém pouze s jedním volným hmotným bodem má Lagrangián tvar
{\displaystyle L={\frac {1}{2}}m\sum _{i}\left({\dot {q}}^{i}\right)^{2}}.
Pokud explicitně spočítáme parciální derivaci z {\displaystyle L} uvedeného výše, zobecněná hybnost je pak rovna {\displaystyle m{\dot {q}}^{j}}, což odpovídá newtonovské hybnosti ve známém tvaru hmotnost krát rychlost. V tomto speciálním případě se klasická newtonovská hybnost rovná zobecněné hybnosti a zachovává se. 
Za výše uvedených předpokladů se zobecněná hybnost zachovává, ale obecně nemusí být rovna newtonovské hybnosti. Například pro nabitou částici v magnetickém poli dostaneme výraz {\displaystyle p_{j}=m{\dot {q}}^{j}+eA^{j}}, kde {\displaystyle e} je náboj částice a {\displaystyle A} je vektorový potenciál elektromagnetického pole. Pokud pokud je zde vektorový potenciál nezávislý na souřadnici {\displaystyle q^{j}}, pak se zobecněná hybnost v čase zachovává, ale naproti tomu newtonovská hybnost nemusí.